# Bhagalpur
Bhagalpur är en stad i den indiska delstaten Bihar, och är centralort i ett distrikt med samma namn och en division med samma namn. Folkmängden uppgick till cirka 400 000 invånare vid folkräkningen 2011. Storstadsområdet beräknades ha cirka 460 000 invånare 2018. 
Staden ligger på högra stranden av Ganges, vid järnvägen Kolkata-Delhi. Utanför staden fanns i början av 1900-talet två minnesvårdar över den brittiske domaren Cleveland, den ena uppförd av indierna (i form av en pagod), den andra av Brittiska Ostindiska kompaniet.